# Rabí
Rabí település Csehországban, a Klatovyi járásban. Rabí Čímice, Sušice, Žichovice, Velké Hydčice, Malý Bor, Budětice, Hejná, Dobršín és Hradešice településekkel határos. Lakosainak száma 482 fő (2024. január 1.).

## Népesség
A település lakosságának változását az alábbi diagram mutatja:
| Lakosok száma | 1152 | 1116 | 1121 | 857  | 606  | 479  | 506  | 503  | 480  | 482  |
|               | 1869 | 1890 | 1921 | 1950 | 1980 | 2001 | 2017 | 2019 | 2022 | 2024 |